# Ясені (пам'ятка природи)
Ясені — ботанічна пам'ятка природи місцевого значення. Об'єкт розташований на території Яремчанської міської ради Івано-Франківської області, Дорівське лісництво, квартал 9, виділ 12.
Площа — 3,1000 га, статус отриманий у 1993 році.